# 栗本修
栗本 修（くりもと・おさむ、1957年（昭和32年）12月5日 - ）は大阪府出身のピアニスト、作曲家、編曲家である。娘は、シンガーソングライターの栗本佳那。

## 略歴
1979年（昭和54年）、慶應義塾大学国文科卒。
作曲家、編曲家、キーボーディストとして、C&K、松本英彦、加山雄三、MALTA、NOKKO、田村直美、ジミー竹内、長嶺ヤス子、ミッキー・カーチス、尾崎豊、小坂忠、弘田三枝子、マルシア、島袋寛子らのライブやレコーディングに参加している。
また、2000年（平成12年）秋頃、是方博邦、グレッグ・リー、セシル・モンローらとフュージョンバンド「KRONIZCK」を結成し、ライブハウスなどに出演。音楽学校の講師なども歴任している。
2014年（平成26年）11月24日、マリンメッセ福岡にてC&K1万人ライブにキーボーディストとして参加。

## レコーディング参加
- 松本英彦：『Breeze and I』
- 尾崎豊：『虹』
- 加山雄三：『My favorite songs』
- ジミ―竹内：『ドラム』
- ミッキー・カーチス：『ミスター・レインボー』
- 栗本修 With 田村直美：『美しい命』
- 宮原永海：『REASON』
- 倉本美津留：『しやわせ』
- KRONIZCK：『KRONIZCK』
- 島袋寛子：『童神』
- C&K：『アイアイのうた〜僕とキミと僕らの日々〜』『愛を浴びて、僕がいる』『みかんハート』『終わりなき輪舞曲(ロンド)』

## その他の音楽活動

### 劇伴音楽

#### 映画
- 『サラリーマン金太郎」
- 『オーディション』
- 『ジューン・プライド』

#### テレビ番組
- 『めざましテレビ』（フジテレビジョン）
- 『めざまし天気』（フジテレビジョン）
- 『プロ野球ニュース』（フジテレビジョン）
- 『ニュースJAPAN』（フジテレビジョン）
- 『西日本の旅』（日本放送協会）

#### ラジオ番組
- 『ピクチャーランド』（ラジオ関西）

#### 演劇舞台
- 劇団若獅子の会：『鑓の権三』（2002年夏公演）
- 三越劇場公演：『初雪の朝』（2003年新春）
- 長峯ヤス子フラメンコ公演